# Shuitianzhuang (sockenhuvudort i Kina, Hunan Sheng, lat 28,05, long 110,81)
Shuitianzhuang (kinesiska: 水田庄, 水田庄乡) är en sockenhuvudort i Kina. Den ligger i provinsen Hunan, i den södra delen av landet, omkring 210 kilometer väster om provinshuvudstaden Changsha. Antalet invånare är 6 398. Befolkningen består av 3 098 kvinnor och 3 300 män. Barn under 15 år utgör 20,0 %, vuxna 15-64 år 66 %, och äldre över 65 år 13,0 %.
Runt Shuitianzhuang är det ganska tätbefolkat med 230 invånare per kvadratkilometer. Närmaste större samhälle är Guanyinge, 20,0 km väster om Shuitianzhuang. I omgivningarna runt Shuitianzhuang växer i huvudsak blandskog.
Genomsnittlig årsnederbörd är 1 936 millimeter. Den regnigaste månaden är maj, med i genomsnitt 360 mm nederbörd, och den torraste är december, med 48 mm nederbörd.